# 油旺里
油旺里（英語：Yau Mong Lane）是香港九龍油麻地北部的一條南北走向街道，連接登打士街及碧街，與其西之彌敦道平行。此巷原是一條無名巷，後來油尖旺區青年社區建設委員會成功提出建議，改名為「油旺里」。

## 連接街道
由南至北數起：
- 碧街
- 咸美頓街
- 登打士街